# Karlsbotjärnen (Stora Kopparbergs socken, Dalarna, 672607-148147)
Karlsbotjärnen är en sjö i Falu kommun i Dalarna och ingår i Dalälvens huvudavrinningsområde. Sjön har en area på 0,0583 kvadratkilometer och ligger 166,1 meter över havet.

## Delavrinningsområde
Karlsbotjärnen ingår i det delavrinningsområde (672700-148058) som SMHI kallar för Inloppet i Kalven. Medelhöjden är 190 meter över havet och ytan är 12,4 kvadratkilometer. Det finns inga avrinningsområden uppströms utan avrinningsområdet är högsta punkten. Nåhemsbäcken som avvattnar avrinningsområdet har biflödesordning 4, vilket innebär att vattnet flödar genom totalt 4 vattendrag innan det når havet efter 235 kilometer. Avrinningsområdet består mestadels av skog (87 procent). Avrinningsområdet har 0,34 kvadratkilometer vattenytor vilket ger det en sjöprocent på 2,7 procent.